# Heliopolis (Egypte)
Heliopolis is een oud-Egyptische stad, in de Nijldelta op een plek waar nu El Matareya en Ayn Shams liggen; buitenwijken van Cairo, de hoofdstad van Egypte.

## De naam
De oude Egyptenaren noemden de stad Ioenoe of Annu. In de Hebreeuwse Bijbel wordt zij vermeld als On. De Grieken noemden de stad Heliopolis (Grieks: Ἡλίου πόλις of Ἡλιούπολι) wat "Stad van de zon" betekent en slaat op de religie. Tegenwoordig is het een buitenwijk van Caïro.

## Historie van de stad
Imhotep was er hogepriester in de tijd van Hoeni (3e dynastie). Maar vooral in de tijd van de 5e dynastie waren de Heliopolitaanse priesters oppermachtig. Dit zijn de hoogtijdagen van de cultus van Ra.
Bij het begin van het Middenrijk verschoof de hoofdstad echter naar Thebe in het zuiden, maar dat moest wel op één of andere manier religieus gerechtvaardigd worden. Dit werd gedaan door te verklaren dat Neferti, een wijze priester van Heliopolis, 'voorspeld' had dat de macht van Heliopolis zou vervallen en dat er een kind van Opper-Egypte zou opstaan die de beide landen weer zou verenigen. Tegen zo'n profetie uit hun eigen kring konden de Heliopolitaanse priesters niet veel inbrengen. Thebe werd nadien vaak het Iunu van het zuiden genoemd. Als troost deed de nieuwe koning zijn best nieuwe bouwwerken in de Nijldelta op te trekken.
Volgens het Rhind-papyrus veroverde prins Ahmose de steden Heliopolis en Sile op de Hyksos.
In het Nieuwe Rijk bouwden de koningen er regelmatig. Amenhotep III zette er een tempel voor Horus neer. Na de Amarna-tijd van zijn zoon Akhenaten bevestigde Horemheb de terugkeer naar de orthodoxie door er gebouwen neer te zetten bij de zonnetempel. Onder Ramses I schoof het centrum weer terug naar de Nijldelta en werd de Heliopolitaanse kosmologie tot maatgevend verklaard. Dit was ongetwijfeld een poging om een zeker tegenwicht tegen de machtige priesters van Amon in Thebe te scheppen. Hoezeer de opvolgers van de ketter-koning ook hun best deden alle herinnering aan de Amarna-tijd uit te wissen; ook zij waren beducht voor de zucht naar politieke macht van de Thebaanse priesters.
In de Derde tussenperiode liet koning Siamun verschillende bouwwerken bouwen in Heliopolis. In de Late tijd werd er ook voor koning Apries gebouwd.
De Griekstalige Egyptenaar Manetho (250 v. Christus) was als hogepriester werkzaam in Heliopolis tijdens de regering van koning Ptolemaeus II. De stad zou daarna tot de sluiting van de tempels in de 4e eeuw zijn positie als religieus centrum behouden.

### Obelisken uit Heliopolis
Sinds de oudheid zijn er obelisken uit Heliopolis geschonken of verplaatst:
- In 30 v. Chr. werd door Gaius Cornelius Gallus een obelisk van een onbekende farao naar Rome toegebracht. Deze staat nu bij het Vaticaan en wordt de Vaticaanse Obelisk genoemd.
- Augustus liet in 30 v. Chr. de Flaminische Obelisk verhuizen, deze staat nu op de Piazza del Popolo
- In 9 na Christus, liet Augustus een Egyptische obelisk optuigen in het Marsveld in Rome als zonnewijzer. Het bouwwerk staat bekend als het Horologium van Augustus.
- Een andere obelisk van Ramses II werd eveneens naar Rome toegebracht en staat nu in de Boboli-tuinen.
- In de 19e eeuw werd door Egypte drie obelisken geschonken aan Londen, New York en Parijs. Deze staan alle drie bekend als de Naald van Cleopatra.

## Archeologie
De resten van de lemen ommuring zijn teruggevonden bij Tell Hisn. Ze meten 1100 bij 475 meter. Dit geeft een idee van de grootte van een tempel. Recente opgravingen geven het een idee dat er verschillende tempels waren, waaronder een grote tempel uit de tijd van het Nieuwe Rijk.
Vandaag de dag is alleen een rood-granieten obelisk van Senoeseret I te zien. Voor zover bekend is dit de oudste staande obelisk van Egypte. De tempel gewijd aan de zonnegod is verdwenen, maar informatie over de tempel is bekend uit inscripties. Een leren rol, nu in Berlijn, refereert aan een beslissing van Senoeseret I om een tempel te bouwen aan de god Re-horachte in zijn derde jaar. Een tweede inscriptie is een plattegrond van de tempel waarin toevoegingen staan vermeld door koningen, maar ook met de afmetingen van de tempel.

## Religie en Mythologie

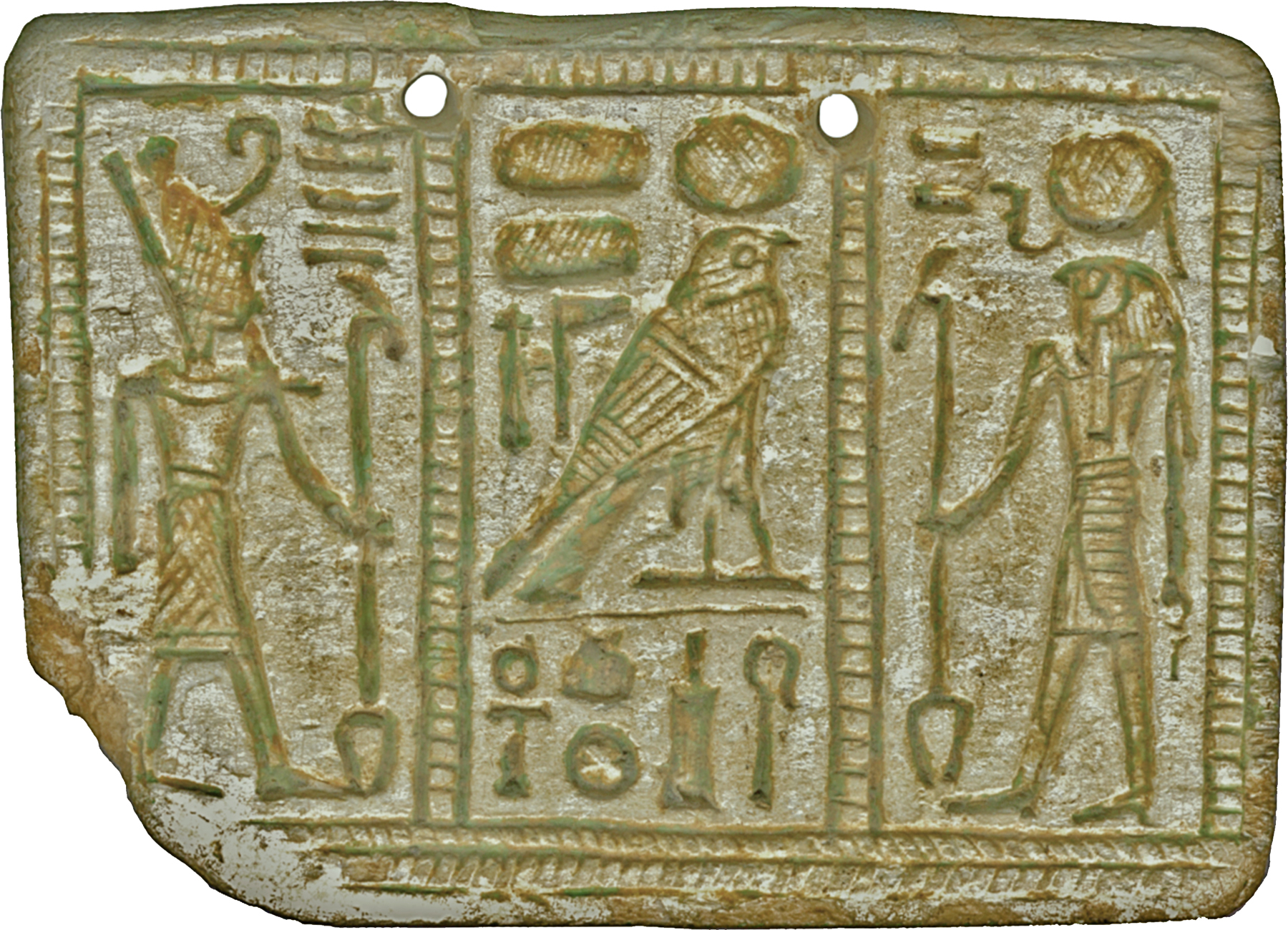
Religieus voorwerp ter aanbidding van Atoem en Re-Horachte

Van oudsher was Heliopolis een van de belangrijkste religieuze centra van het land en zoals de Griekse naam aanduidt het centrum van de zonnecultus. Ioenoe wordt gespeld met een hiëroglief die op een afgeknotte pilaar lijkt en de Benben-steen voorstelt. Het verhaal gaat dat de Benoe-vogel uit de oeroceaan Noe verrees en landde op de Benben-steen; dit was dus een incarnatie van de zonnegod. Ioenoe werd beschouwd als de plaats waar de schepping had plaatsgevonden.
De Egyptische mythologie is voornamelijk gebaseerd op de voorstelling van zaken die men in Heliopolis van de godenwereld gaf. Het Egyptisch scheppingsverhaal is een voorbeeld van de Heliopolitaanse kosmologie. Naast deze kosmologie bestonden er nog andere kosmologische systemen (zie: Egyptisch scheppingsverhaal).
- Dat van Hermopolis Magna dat verder naar het zuiden lag. De centrale goden van dit systeem waren Amon en Thoth.
- Dat van de Steen van Palermo. Hier werd Ptah beschouwd als de schepper, maar verder kwamen er veel elementen uit de Heliopolitaanse kosmologie voor, zoals de vooraanstaande rol van Osiris. Ptah was de god van Memphis, dat niet ver ten zuiden van On lag en de steen komt oorspronkelijk van de tempel van deze god in Memphis.
- Dat van Elephantine met Chnoem in een centrale rol.

Heliopolis was de stad waar de farao's ingehuldigd werden, ook al is in de loop van de geschiedenis de hoofdstad vele malen van plaats veranderd. Gedurende het begrafenisritueel bezocht een dode (symbolisch) een aantal heilige plaatsen, waaronder Heliopolis.